# Francisco Frías
Francisco Frías (falecido a 10 de setembro de 1568) foi um prelado católico romano que serviu como bispo de Ario (1544–1550).

## Biografia
No dia 4 de junho de 1544, Francisco Frías foi nomeado durante o papado de Paulo III como Bispo de Ario. A 30 de junho de 1544, foi consagrado bispo por Matteo Griffoni Pioppi, bispo de Trivento, com Scipione Rebiba, bispo titular de Amyclae, e Bernardino Silverii-Piccolomini, bispo de Teramo, servindo como co-consagradores. Serviu como Bispo de Ario até à sua renúncia em 1550.